# 程舆
程舆，广信（今江西鹰潭市）人，明朝政治人物。
监生出身。嘉靖十六年任，接替覃廷琏任福建永安县知县。